# Ernst Rufli

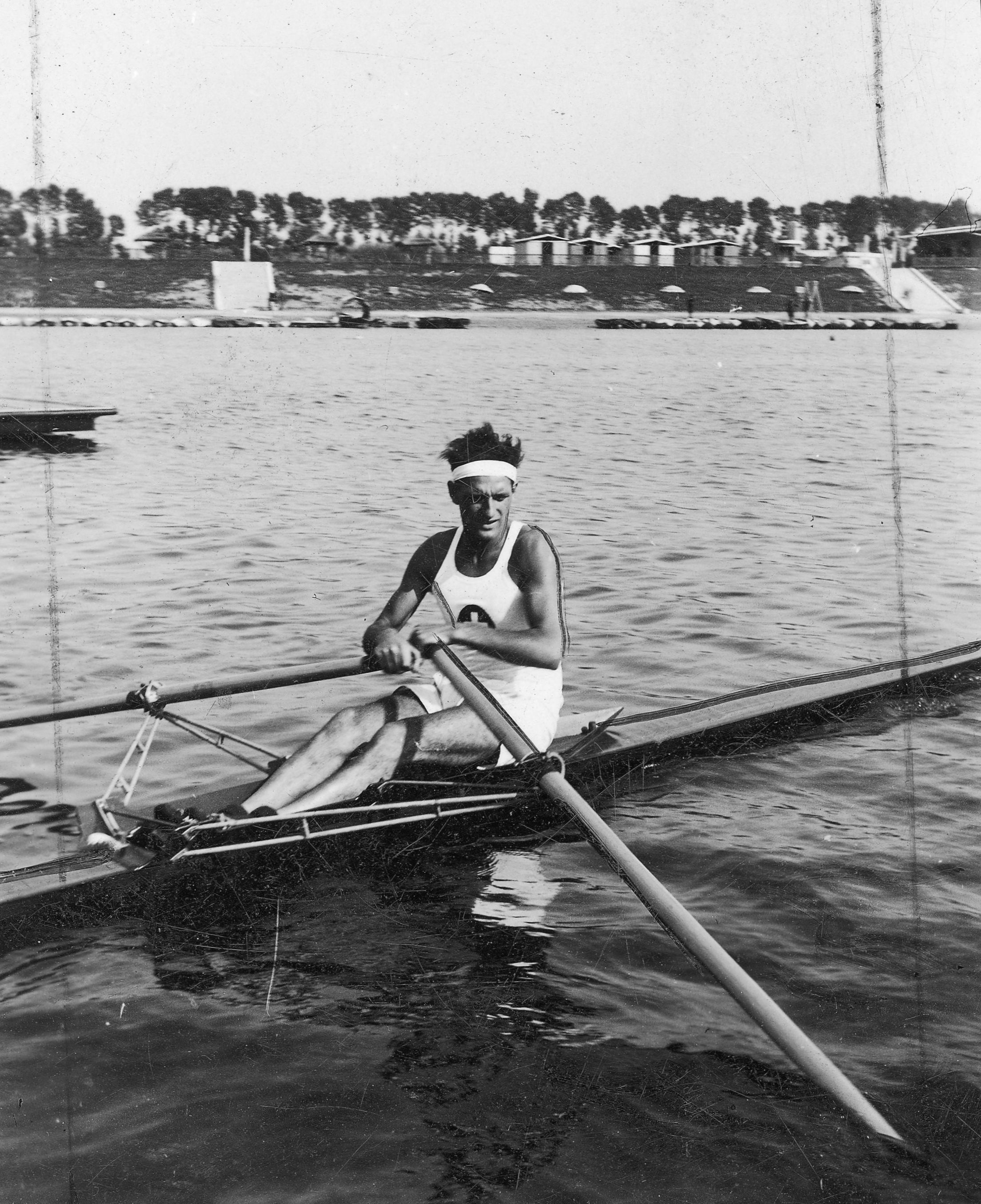
Ernst Rufli 1938 in Mailand

Ernst Rufli (* 12. April 1910; † 14. August 1996) war ein Schweizer Ruderer im Einer.

## Werdegang
Rufli ruderte für den Ruderclub Zürich, seine Dauerrivalität zu Eugen Studach vom Grasshopper Club Zürich prägte das Schweizer Einer-Rudern der 1930er Jahre. Rufli war 1935 der erste Schweizer Ruderer, der die Diamond Sculls gewinnen konnte, das Einer-Rennen bei der Henley Royal Regatta. 1936 konnte er diesen Erfolg wiederholen. Bei den Olympischen Spielen 1936 in Berlin erreichte Rufli den Final, blieb aber als Fünfter ohne Medaille. 1938 bei den letzten Europameisterschaften vor dem Zweiten Weltkrieg gewann er die Bronzemedaille hinter dem Wiener Josef Hasenöhrl und dem Polen Roger Verey.